# Tannay, Vaud
Tannay är en ort och  kommun vid Genèvesjön i distriktet Nyon i kantonen Vaud, Schweiz. Kommunen har 1 016 invånare (2023).